# 예우헨 셀린
예우헨 셀린(우크라이나어: Євген Сергійович Селін, 1988년 5월 9일 ~)은 우크라이나의 축구 선수이다.